# Блерсбург (Ајова)
Блерсбург (енгл. Blairsburg) град је у америчкој савезној држави Ајова. По попису становништва из 2010. у њему је живело 215 становника.

## Демографија
Према попису становништва из 2010. у граду је живело 215 становника, што је -20 (-8.5%) становника више него 2000. године.
| Група             | 2000.       | 2010.       |
| Белци             | 234 (99,6%) | 214 (99,5%) |
| Афроамериканци    | 1 (0,4%)    | 0 (0,0%)    |
| Азијати           | 0 (0,0%)    | 0 (0,0%)    |
| Хиспаноамериканци | 0 (0,0%)    | 0 (0,0%)    |
| Укупно            | 235         | 215         |